# Cœur de Causse
Cœur de Causse község Franciaország Okcitánia régiójában, Lot megyében. Új községként 2016. január 1-jén jött létre Labastide-Murat, Beaumat, Fontanes-du-Causse, Saint-Sauveur-la-Vallée és Vaillac korábbi községek egyesítésével. Lakosainak száma 890 fő (2022. január 1.).

## Népesség
| Lakosok száma | 959  | 954  | 936  | 918  | 900  | 895  | 890  |
|               | 2014 | 2017 | 2018 | 2019 | 2020 | 2021 | 2022 |